# Свислочский сельсовет (Могилёвская область)
Сви́слочский сельсовет — административно-территориальная единица на территории Осиповичского района Могилёвской области Белоруссии.

## Географическое положение
Сельсовет находится в восточной части района и граничит с Гродзянским, Липенским, Ясенским сельскими и Елизовским поселковым Советами.
Административный центр — агрогородок Свислочь, расположенная в 26 км от Осипович.

## Промышленность и сельское хозяйство
В настоящее время на территории сельсовета расположены:
- СПК «Колхоз „Восход“»
- СПК «Колхоз „Березина“»
- ЧУП "Детский санаторий «Свислочь» — санаторий республиканского значения, круглогодично принимает для оздоровления более 3,5 тысяч посетителей. Специализируется на лечении заболеваний органов дыхания и пищеварения.

## Социальная сфера
Средняя и базовая школы, Дом ветеранов, врачебная амбулатория, фельдшерско-акушерский пункт, два Дома культуры, два комплексно-приемных пункта.

## Знаменитые земляки
- Петр Федорович Яновский, 1933 г.р. — белорусский спортсмен, мастер спорта СССР по лыжным гонкам, заслуженный тренер Беларуси, судья республиканской категории
- Анатолий Демьянович Кунцевич, 1934 г.р. — российский физико-химик, академик Российской Академии наук, Герой Социалистического труда

## Состав
Свислочский сельсовет включает следующие населенные пункты:
- Буда — деревня.
- Вязычин — деревня.
- Голынка — деревня.
- Копча — деревня.
- Красное — агрогородок.
- Новоселки — деревня.
- Палицкое — деревня.
- Притерпа – деревня.
- Свислочь — агрогородок.
- Слобода — деревня.
- Столяры — деревня.
- Углата — деревня.
- Чучье — деревня.
- Шейпичи — деревня.

Упразднённые населённые пункты на территории сельсовета:
- Баранцы
- Корма